# David Ocaranza Zéizar
David Ocaranza es un maestro, bailarín, escritor y director artístico profesional mexicano de danza clásica y contemporánea. Es conocido por su trabajo como primer bailarín en la compañía Ballet Teatro del Espacio  en CDMX México; como maestro de danza en el taller, la escuela y la compañía del Ballet Teatro del Espacio, en Estudio Profesional de Danza Ema Pulido, entre otros.
Cuenta con sus estudios en danza contemporánea en la Escuela del departamento del Distrito Federal con la maestra Luz María Uriarte en Técnica Limón y Graham, estudios en danza clásica en la Escuela del departamento del Distrito Federal con la maestra Victoria Torrijos y en danza clásica en el Conservatorio de Danza, CDMX con el maestro Guillermo Maldonado. 
Ha ejercido a su vez como director de montaje para Ballet Nacional de Cuba, La Habana con la obra el “Ché” del maestro Michel Descombey.
Director artístico en el estudio Profesional de Danza Ema Pulido, CDMX colaborando al mismo tiempo como coordinador, regisseur y coreógrafo en la puesta escena “La Llorona en el Tiempo”.
Escritor de artículos sobre danza y poesía narrativa en la Revista “Artistas en Movimiento” de la ANDA 2004 - 2006.

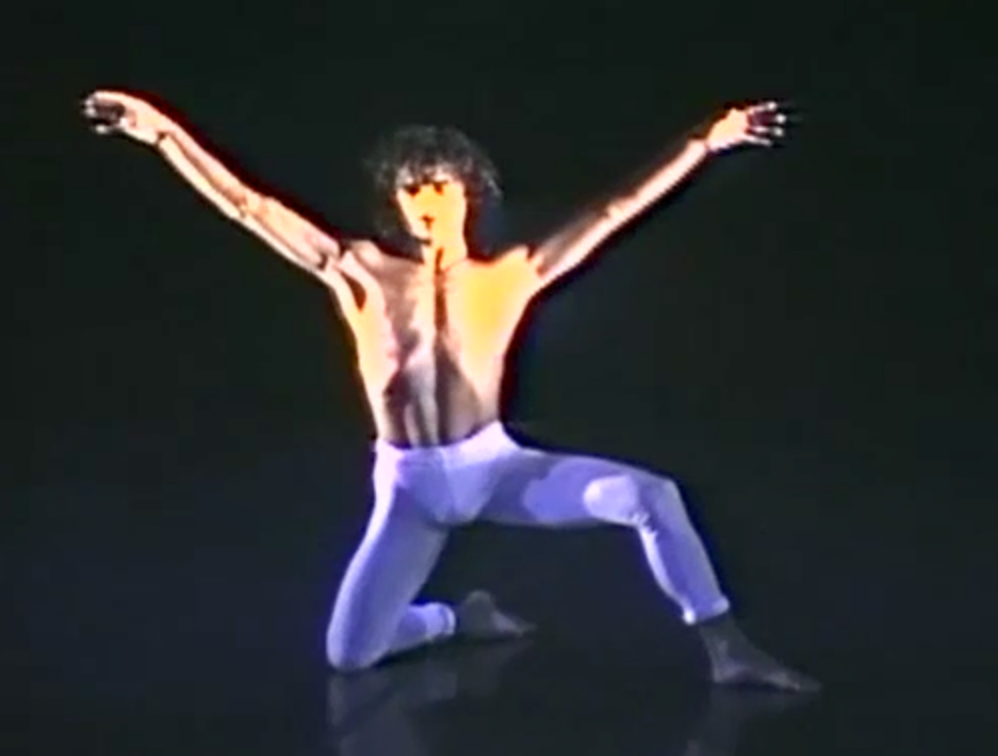
David Ocaranza Zeizar. La muerte del Cisne. Ballet Teatro del Espacio, CDMX

## Reseña biográfica
Bailarín solista hasta 1995 y primer bailarín hasta 2009 en la compañía Ballet Teatro del Espacio, Ciudad de México con dirección de Gladiola Orozco y Michel Descombey interpretando papeles principales en todas las obras presentadas de la compañía en giras en el interior y exterior de la República, actividades profesionales en temporadas de danza, festivales nacionales en los principales teatros de la Ciudad de México como Palacio de Bellas Artes, Sala Miguel Covarrubias, Teatro de la Ciudad, Auditorio Nacional, Teatro de la Danza, entre otros. Festivales en el interior de la República como el Festival Internacional de Danza Lila López (Teatro de la Paz, SLP), Festival Internacional Cervantino (Teatro Juárez y Alhóndiga de Granaditas, Guanajuato). Giras internacionales como Cuba, Europa y Centroamérica
Maestro de danza clásica y contemporánea impartiendo clases para el taller de la compañía, su escuela y para la compañía Ballet Teatro del Espacio, academia de Danza Rouge, academia Arte Escénico, Estudio Profesional de Danza Ema Pulido, entre otros.
Ha impartido cursos de danza clásica y contemporánea para la Universidad del Estado, San Luis Potosí, SLP, México y para diferentes municipios del Estado, San Luis Potosí, SLP, México.
Director de montaje en 2008 para Ballet Nacional de Cuba, La Habana con la obra el “Ché” del maestro Michel Descombey.
Director artístico  en 2010 para Estudio Profesional de Danza Ema Pulido, Ciudad de México colaborando al mismo tiempo como coordinador, regisseur y coreógrafo en la puesta escena “La Llorona en el Tiempo”.
Jurado de eventos de danza como IV Encuentro de Artes Escénicas del FONCA,, Certamen Puerta de las Américas, Certamen de Danza Judía “Festival Aviv”.
Escritor de artículos sobre danza y poesía narrativa en la Revista “Artistas en Movimiento” de la ANDA 2004 - 2006.
Maestro de danza clásica y contemporánea, director artístico, cofundador y fundador de diversos escuelas y compañías de danza contemporánea en la ciudad de San Luis Potosí, SLP, México.

## Distinciones
- Forma parte de la exhibición permanente “Cajones de artistas” del Papalote Museo del Niño, CDMX en la sala “Expreso dedicado al Arte”.
- Becado por el FONCA como intérprete en danza contemporánea en 2 ocasiones:
  - 1996 – 1997
  - 2007 – 2008

- Invitado por el Festival Internacional Lila López con su puesta en escena “Pierre” en homenaje al maestro Michel Descombey, San Luis Potosí, SLP, México
- Recibe la Lila de Oro en 2013 por su creación “Pierre”, San Luis Potosí, SLP, México